# 2020-as grúziai parlamenti választás
2020. október 31-én (első forduló) és november 21-én (második forduló) Grúziában parlamenti választásokat tartottak. A második fordulót az ellenzék legfontosabb pártjai bojkottálták, ugyanis szerintük az első fordulót elcsalták. Az EBESZ megfigyelői szerint a választás szabad volt, és tisztességes, és az ország idáigi történetében a legdemokratikusabb is.

## Választási rendszer
Az ország második legnagyobb városában, Kutaisziben működő parlament 150 tagját választják meg. 120 képviselőt országos listán választanak meg, a listáknak a parlamentbe jutáshoz a szavazatok legalább 1%-kát kell megszerezni. A további 30 képviselőt egyéni választókerületekben választják meg. Amennyiben az első fordulóban egyik jelölt sem szerzi meg a szavazatok 50%-kát, abban az esetben abban a választókerületben a második fordulót is megtartják, a két legjobb eredményt elérő jelölt részvételével.
A jelen választási rendszert hosszas politikai válság után, 2019-ben sikerült elfogadni, amikor a kormány ellen nagy tüntetések voltak. Az USA tbiliszi nagykövetsége üdvözölte a demokratikus reformokat

## Induló pártok és koalíciók
| Párt neve | Listavezető       | Ideológia                                                   | Politikai elhelyezkedés |
| --- | ----------------- | ----------------------------------------------------------- | ----------------------- |
| Grúz Álom | Giorgi Gaharia    | szociáldemokrácia, szociálliberalizmus, harmadik utasság    | balközép                |
| Egységben az Erő (koalíció) - Egyesült Nemzeti Mozgalom - Republikánus Párt - Állam az Emberekért - Európai Demokraták - Haladás és Szabadság | Vahtang Kikabidze | konzervativizmus, liberális konzervativizmus, nacionalizmus | jobbközép               |
| Mozgalom a Szabadságért – Európai Grúzia | Davit Bakradze    | liberális konzervativizmus                                  | jobbközép               |
| Stratégiaépítő | Giorgi Vasadze    | liberalizmus                                                | jobbközép               |
| Lelo | Mamuka Hazaradze  | liberalizmus                                                | közép                   |
| Grúziai Hazafiak Szövetsége | Irma Inasvili     | nemzeti konzervativizmus                                    | jobboldal               |
| Gircsi | Zurab Japaridze   | libertarianizmus, minarchizmus, anarchokapitalizmus         | jobboldal               |
| Polgárok | Aleko Eliszasvili |                                                             |                         |
| Grúz Munkáspárt | Salva Natelasvili | szociáldemokrácia                                           | balközép                |

## Kampány
A választások előtt az Egyesült Nemzeti Mozgalom, az Európai Grúzia, a Munkáspárt, és a Polgárok szövetséget kötött. 2020. június 19-én hat közös jelöltet jelentettek be, akik Tbiliszi választókerületekben indultak. Az újonnan alakult Lelo párt nem volt hajlandó csatlakozni a szövetséghez.
A közvélemény-kutatások kimutatták, hogy a Grúz Álom támogatottsága jelentősen lecsökkent a 2019-es korrupcióellenes tüntetések során, azonban a koronavírus-járvány sikeres kezelése a kormánypárt népszerűségének növekedéséhez vezetett, és egyes mérések alapján meghaladta az 50%-ot.
Az ellenzéki szövetségből a Polgárok nevű párt még a választás előtt kilépett, azzal vádolva a többi pártot, hogy saját érdekeikben jár el, és oroszbarát nézeteket vall. Az ellenzék viszont azzal vádolta Elisaszvilit, hogy megpróbálta tönkretenni a szövetség egységét.
A libertárius Gircsi párt kijelentette, hogy ha bejut a parlamentbe, Tesla autókat ad át azoknak a választóknak, akik részt vesznek a párt nyereményjátékában. Azt mondták, hogy a parlamenti pártok állami támogatásával vásárolják meg az autókat.
2020. szeptember 4-én a választási bizottság közölte, hogy 66 párt sikeresen regisztrált a 2020-as választásokon való részvételre.

## Közvélemény-kutatások
| Date                   | Pollster                                                                              | Grúz Álom    | ENM/Egységben az Erő | Európai Grúzia | Munkáspárt | Grúziai Hazafiak Szövetsége | Polgárok | Gircsi | Lelo | Nem szavazna/többi párt |    |     |
| ---------------------- | ------------------------------------------------------------------------------------- | ------------ | -------------------- | -------------- | ---------- | --------------------------- | -------- | ------ | ---- | ----------------------- | -- | --- |
| Date                   | Pollster                                                                              | 2020 október | IPSOS                | 23%            | 18%        | 4%                          | 2%       | 1%     | 1%   | 1%                      | 3% | 41% |
| 2020 október           | Public Opinion Strategies Archiválva 2021. január 24-i dátummal a Wayback Machine-ben | 56%          | 19.9%                | 4.3%           | 2.2%       | 4.6%                        | N/A      | 3%     | 3.9% | 4.5%                    |    |     |
| 2020 október           | Survation                                                                             | 55%          | 22%                  | 4%             | 2%         | 3%                          | N/A      | 2%     | 4%   | 8%                      |    |     |
| 2020 október           | European Georgia                                                                      | 27%          | 19%                  | 11.7%          | 4.1%       | 1.4%                        | 1.9%     | 4.0%   | 5.1% | 15.3%                   |    |     |
| 2020 október           | IPSOS                                                                                 | 26.2%        | 17.8%                | 5.3%           | 2.1%       | 1.2%                        | 0.5%     | 2.7%   | 2.7% | 34%                     |    |     |
| 2020 október           | Edison Research                                                                       | 36%          | 17%                  | 5%             | 3%         | 3%                          | 1%       | 2%     | 2%   | 24%                     |    |     |
| 2020 október           | IPSOS                                                                                 | 24.5%        | 17.4%                | 6.9%           | 1.9%       | 1.7%                        | 1.0%     | 1.7%   | 3.4% | 33%                     |    |     |
| 2020 szeptember        | IPSOS                                                                                 | 25%          | 15.5%                | 5%             | 3%         | 3%                          | 1.5%     | 2.5%   | 2%   | 33%                     |    |     |
| 2020 szeptember        | Edison Research                                                                       | 38%          | 15%                  | 6%             | 3%         | 3%                          | 1%       | 3%     | 3%   | 23%                     |    |     |
| 2020 augusztus         | Edison Research Archiválva 2020. október 1-i dátummal a Wayback Machine-ben           | 38%          | 16%                  | 6%             | 3%         | 3%                          | 3%       | 5%     | 5%   | 15%                     |    |     |
| 2020 augusztus         | IRI                                                                                   | 33%          | 16%                  | 5%             | 3%         | 3%                          | 2%       | 2%     | 4%   | 29%                     |    |     |
| 2020 július            | Edison Research                                                                       | 39%          | 16%                  | 5%             | 3%         | 3%                          | 0%       | 2%     | 3%   | 27%                     |    |     |
| 2020 február           | Edison Research                                                                       | 37%          | 22%                  | 8%             | 6%         | 6%                          | 3%       | 2%     | 7%   | 4%                      |    |     |
| 2020 február           | Ipsos                                                                                 | 34%          | 24%                  | 10%            | 6%         | 5%                          | 3%       | 3%     | 8%   | 5%                      |    |     |
| 2020 január            | Ipsos                                                                                 | 22%          | 17%                  | 9%             | 4%         | 4%                          | 2%       | 2%     | 6%   | 32%                     |    |     |
| 2019 december          | NDI                                                                                   | 20%          | 13%                  | 8%             | 5%         | 4%                          | 3%       | 2%     | 5%   | 38%                     |    |     |
| 2019 október           | IRI                                                                                   | 23%          | 15%                  | 5%             | 5%         | 4%                          | 4%       | 2%     | 7%   | 33%                     |    |     |
| 2019 október           | Edison Research                                                                       | 26%          | 18%                  | 7%             | 4%         | 4%                          | 3%       | 3%     | 4%   | 27%                     |    |     |
| 2019 szeptember        | IRI                                                                                   | 23%          | 15%                  | 5%             | 5%         | 4%                          | 3%       | 2%     | 3%   | 36%                     |    |     |
| 2019 június            | IRI                                                                                   | 26%          | 22%                  | 7%             | 5%         | 5%                          | 2%       | 1%     | -    | 30%                     |    |     |
| 2019 május             | Ipsos                                                                                 | 29%          | 22%                  | 10%            | 5%         | 5%                          | <3%      | <3%    | -    | >20%                    |    |     |
| April 2019             | NDI                                                                                   | 17%          | 14%                  | 3%             | <3%        | 3%                          | <3%      | <3%    | -    | >51%                    |    |     |
| 2018 december          | NDI                                                                                   | 24%          | 11%                  | 3%             | <3%        | 3%                          | <3%      | <3%    | -    | >47%                    |    |     |
| 2018 október           | Elnökválasztás                                                                        | 38%          | 37%                  | 10%            | 3%         | -                           | -        | 2%     | -    | 8%                      |    |     |
| 2018 június-július     | NDI                                                                                   | 20%          | 11%                  | 4%             | 3%         | <3%                         | <3%      | <3%    | -    | >50%                    |    |     |
| 2018 április           | IRI                                                                                   | 27%          | 17%                  | 7%             | 5%         | 4%                          | <3%      | <3%    | -    | >31%                    |    |     |
| 2018 március-április   | NDI                                                                                   | 31%          | 9%                   | 5%             | 3%         | 3%                          | <3%      | <3%    | -    | >40%                    |    |     |
| 2017 november-december | NDI                                                                                   | 27%          | 10%                  | 3%             | <3%        | 3%                          | <3%      | <3%    | -    | >45%                    |    |     |
| 2017 október           | Helyhatósági választások                                                              | 55%          | 17%                  | 10%            | 3%         | 6%                          | -        | -      | -    | 5%                      |    |     |
| 2017 június-július     | NDI                                                                                   | 27%          | 8%                   | 3%             | <3%        | <3%                         | <3%      | <3%    | -    | >47%                    |    |     |
| 2017 február-március   | IRI                                                                                   | 30%          | 15%                  | 8%             | 6%         | 4%                          | <3%      | <3%    | -    | >28%                    |    |     |
| 2016 október 8         | 2016-os parlamenti v                                                                  | 49%          | 27%                  | –              | 3%         | 5%                          | –        | –      | –    | 12%                     |    |     |